# John Lander
John Gerard Heath Lander (ur. 7 września 1907 w Liverpoolu, zm. 25 grudnia 1941 w Hongkongu) – brytyjski wioślarz, złoty medalista olimpijski.
Kształcił się w Shrewsbury School i Kolegium Trójcy Świętej University of Cambridge. 
Wystąpił na igrzyskach olimpijskich w Amsterdamie w 1928, gdzie Brytyjczycy w składzie: John Lander, Michael Warriner, Richard Beesly i Edward Vaughan Bevan zdobyli złoty medal w czwórkach bez sternika. W finale wyprzedzili osadę Stanów Zjednoczonych o 1 sekundę. Był to jego jedyny start olimpijski.
Pod koniec lat 20' wyjechał do Hongkongu, gdzie pracował dla przedsiębiorstwa Asiatic Oil należącego do Shell. Wstąpił także do Royal Hong Kong Regiment. Zginął w walce 25 grudnia 1941. Jego żona i syn byli internowani przez Cesarską Armię Japońską; zostali wyzwoleni przez United States Army pod koniec wojny.
Lander jest jedynym brytyjskim mistrzem olimpijskim, który zginął w walkach w trakcie II wojny światowej.